# Henry Schein
Pour les articles homonymes, voir Schein.
Henry Schein est une entreprise américaine qui fait partie de l'indice NASDAQ-100. C'est le plus grand distributeur mondial de produits et prestataire de services spécialisés à l'usage des professionnels de la santé exerçant en cabinet

## Historique
En avril 2018, Henry Schein annonce la fusion de ses activités dédiés à la médecine vétérinaire avec Vets First Choice pour créer un ensemble autonome détenu à 63 % par Henry Schein.